# Albert Kempster
Albert Joseph Kempster (Leighton Buzzard, Bedfordshire, 23 d'agost de 1874 – Saint Martin, Jersey, 2 de gener de 1952) va ser un tirador anglès que va competir a començaments del segle xx.
El 1908 va prendre part en els Jocs Olímpics de Londres, on va disputar dues proves del programa de tir, el tir al cérvol, tret simple i el tir al cérvol, doble tret. En ambdues finalitzà en cinquena posició.
Quatre anys més tard, als Jocs d'Estocolm va disputar tres proves del programa de tir. Guanyà la medalla de bronze en les proves per equips de pistola militar, 30 metres i pistola militar, 50 metres, mentre fou vint-i-quatrè en la de pistola, 50 metres.